# قطعنامه ۱۶۵ شورای امنیت
قطعنامه ۱۶۵ شورای امنیت سازمان ملل متحد که در تاریخ ۲۶ سپتامبر ۱۹۶۱ تصویب شد، سندی بین‌المللی دربارهٔ پذیرش اعضای جدید سازمان ملل متحد: سیرالئون است. این قطعنامه طی نشست ۹۶۸ام با ۱۱ موافق، ۰ مخالف و ۰ ممتنع تصویب شد.